# قسم غتشين الريفي (مقاطعة بندر عباس)
قسم غتشین الريفي (بالفارسية: گچین) هي منطقة ريفية تقع في إيران في قسم. يقدر عدد سكانها بـ 19,479 نسمة .